# Lucio Virio Agricola
Lucio Virio Agricola (in latino: Lucius Virius Agrigola; fl. 230) è stato un politico romano dell'Impero.

## Biografia
Presumibilmente originario dell'Italia settentrionale, Agricola fu probabilmente figlio di Virio Lupo e fratello di Lucio Virio Lupo Giuliano, console nel 232. Agricola fu console ordinario nel 230.